# Wioślarstwo na Letnich Igrzyskach Olimpijskich 2012 – dwójka podwójna wagi lekkiej kobiet
Dwójka podwójna wagi lekkiej to jedna z konkurencji wioślarskich rozegranych podczas Letnich Igrzysk Olimpijskich 2012, która odbyła się między 29 lipca a 4 sierpnia na obiekcie Dorney Lake. W rywalizacji wystartowało 17 osad.

## Terminarz
| Data            | Godzina |            |
| --------------- | ------- | ---------- |
| 29 lipca 2012   | 10:40   | Eliminacje |
| 31 lipca 2012   | 10:10   | Repasaże   |
| 2 sierpnia 2012 | 10:30   | Półfinały  |
| 4 sierpnia 2012 | 10:00   | Finały     |

## Wyniki
Dwie pierwsze osady z każdego wyścigu awansowały do półfinałów, pozostałe zaś brały udział w repasażach

### Eliminacje
Bieg 1
| Pozycja | Tor | Zawodnicy                           | Państwo         | Czas    | Uwagi |
| ------- | --- | ----------------------------------- | --------------- | ------- | ----- |
| 1.      | 6   | Katherine Copeland Sophie Hosking   | Wielka Brytania | 6:56,97 | Q     |
| 2.      | 4   | Anne Lolk Thomsen Juliane Rasmussen | Dania           | 6:59,94 | Q     |
| 3.      | 1   | Louise Ayling Julia Edward          | Nowa Zelandia   | 7:02,78 |       |
| 4.      | 3   | Yoslaine Domínguez Yaima Velázquez  | Kuba            | 7:12,99 |       |
| 5.      | 2   | María Clara Rohner Milka Kraljev    | Argentyna       | 7:33,37 |       |
| 6.      | 5   | Sara Ashraf Fatma Rashed            | Egipt           | 7:45,23 |       |

Bieg 2
| Pozycja | Tor | Zawodnicy                             | Państwo           | Czas    | Uwagi |
| ------- | --- | ------------------------------------- | ----------------- | ------- | ----- |
| 1.      | 2   | Christina Jazidzidu Aleksandra Tsiawu | Grecja            | 7:03,66 | Q     |
| 2.      | 3   | Hannah Every-Hall Bronwen Watson      | Australia         | 7:05,30 | Q     |
| 3.      | 5   | Kristin Hedstrom Julie Nichols        | Stany Zjednoczone | 7:08,46 |       |
| 4.      | 1   | Maaike Head Rianne Sigmund            | Holandia          | 7:10,49 |       |
| 5.      | 6   | Lindsay Jennerich Patricia Obee       | Kanada            | 7:10,89 |       |
| 6.      | 4   | Fabiana Beltrame Luana Bartholo       | Brazylia          | 7:34,37 |       |

Bieg 3
| Pozycja | Tor | Zawodnicy                     | Państwo          | Czas    | Uwagi |
| ------- | --- | ----------------------------- | ---------------- | ------- | ----- |
| 1.      | 1   | Xu Dongxiang Huang Wenyi      | Chiny            | 7:15,57 | Q     |
| 2.      | 5   | Lena Müller Anja Noske        | Niemcy           | 7:19,24 | Q     |
| 3.      | 2   | Atsumi Fukumoto Akiko Iwamoto | Japonia          | 7:30,29 |       |
| 4.      | 4   | Kim Myungshin Ji Kim-Sol      | Korea Południowa | 7:31,98 |       |
| 5.      | 3   | Phạm Thị Thảo Phạm Thị Hài    | Wietnam          | 7:50,06 |       |

### Repasaż
Pierwsze trzy osady awansowały do półfinałów pozostałe do finału C
Bieg 1
| Pozycja | Tor | Zawodnicy                       | Państwo       | Czas    | Uwagi |
| ------- | --- | ------------------------------- | ------------- | ------- | ----- |
| 1.      | 2   | Maaike Head Rianne Sigmund      | Holandia      | 7:19,26 | Q     |
| 2.      | 4   | Louise Ayling Julia Edward      | Nowa Zelandia | 7:21,29 | Q     |
| 3.      | 3   | Atsumi Fukumoto Akiko Iwamoto   | Japonia       | 7:23,79 | Q     |
| 4.      | 1   | Fabiana Beltrame Luana Bartholo | Brazylia      | 7:27,46 |       |
| 5.      | 5   | Phạm Thị Thảo Phạm Thị Hài      | Wietnam       | 7:37,64 |       |
| 6.      | 6   | Sara Ashraf Fatma Rashed        | Egipt         | 7:54,01 |       |

Bieg 2
| Pozycja | Tor | Zawodnicy                          | Państwo           | Czas    | Uwagi |
| ------- | --- | ---------------------------------- | ----------------- | ------- | ----- |
| 1.      | 3   | Kristin Hedstrom Julie Nichols     | Stany Zjednoczone | 7:13,82 | Q     |
| 2.      | 1   | Lindsay Jennerich Patricia Obee    | Kanada            | 7:15,37 | Q     |
| 3.      | 4   | Yoslaine Domínguez Yaima Velázquez | Kuba              | 7:19,33 | Q     |
| 4.      | 2   | Kim Myungshin Ji Kim-Sol           | Korea Południowa  | 7:27,95 |       |
| 5.      | 5   | María Clara Rohner Milka Kraljev   | Argentyna         | 7:40,72 |       |

### Półfinały[5]
Trzy pierwsze osady z każdego półfinału awansowały do finału A pozostałe do finału B
Półfinał 1
| Pozycja | Tor | Zawodnicy                             | Państwo           | Czas    | Uwagi |
| ------- | --- | ------------------------------------- | ----------------- | ------- | ----- |
| 1.      | 3   | Katherine Copeland Sophie Hosking     | Wielka Brytania   | 7:05,90 | Q     |
| 2.      | 4   | Christina Jazidzidu Aleksandra Tsiawu | Grecja            | 7:09,01 | Q     |
| 3.      | 2   | Lena Müller Anja Noske                | Niemcy            | 7:10,16 | Q     |
| 4.      | 5   | Kristin Hedstrom Julie Nichols        | Stany Zjednoczone | 7:12,61 |       |
| 5.      | 1   | Louise Ayling Julia Edward            | Nowa Zelandia     | 7:15,06 |       |
| 6.      | 6   | Yoslaine Domínguez Yaima Velázquez    | Kuba              | 7:21,86 |       |

Półfinał 2
| Pozycja | Tor | Zawodnicy                           | Państwo   | Czas    | Uwagi |
| ------- | --- | ----------------------------------- | --------- | ------- | ----- |
| 1.      | 4   | Xu Dongxiang Huang Wenyi            | Chiny     | 7:10,39 | Q     |
| 2.      | 3   | Anne Lolk Thomsen Juliane Rasmussen | Dania     | 7:10,93 | Q     |
| 3.      | 5   | Hannah Every-Hall Bronwen Watson    | Australia | 7:12,35 | Q     |
| 4.      | 6   | Lindsay Jennerich Patricia Obee     | Kanada    | 7:14,83 |       |
| 5.      | 2   | Maaike Head Rianne Sigmund          | Holandia  | 7:19,31 |       |
| 6.      | 1   | Atsumi Fukumoto Akiko Iwamoto       | Japonia   | 7:34,23 |       |

### Finały[6]
Finał C
| Pozycja | Tor | Zawodnicy                        | Państwo          | Czas    | Uwagi |
| ------- | --- | -------------------------------- | ---------------- | ------- | ----- |
| 1.      | 3   | Fabiana Beltrame Luana Bartholo  | Brazylia         | 7:41,43 |       |
| 2.      | 2   | Kim Myungshin Ji Kim-Sol         | Korea Południowa | 7:44,03 |       |
| 3.      | 4   | María Clara Rohner Milka Kraljev | Argentyna        | 7:44,62 |       |
| 4.      | 1   | Phạm Thị Thảo Phạm Thị Hài       | Wietnam          | 7:51,82 |       |
| 5.      | 5   | Sara Ashraf Fatma Rashed         | Egipt            | 8:14,17 |       |

Finał B
| Pozycja | Tor | Zawodnicy                          | Państwo           | Czas    | Uwagi |
| ------- | --- | ---------------------------------- | ----------------- | ------- | ----- |
| 1.      | 6   | Lindsay Jennerich Patricia Obee    | Kanada            | 7:17,24 |       |
| 2.      | 4   | Maaike Head Rianne Sigmund         | Holandia          | 7:20,36 |       |
| 3.      | 3   | Louise Ayling Julia Edward         | Nowa Zelandia     | 7:22,78 |       |
| 4.      | 1   | Yoslaine Domínguez Yaima Velázquez | Kuba              | 7:23,25 |       |
| 5.      | 5   | Kristin Hedstrom Julie Nichols     | Stany Zjednoczone | 7:23,31 |       |
| 6.      | 2   | Atsumi Fukumoto Akiko Iwamoto      | Japonia           | 7:32,12 |       |

Finał A
| Pozycja | Tor | Zawodnicy                             | Państwo         | Czas    | Uwagi  |
| ------- | --- | ------------------------------------- | --------------- | ------- | ------ |
| 1.      | 6   | Katherine Copeland Sophie Hosking     | Wielka Brytania | 7:09,30 | złoto  |
| 2.      | 5   | Xu Dongxiang Huang Wenyi              | Chiny           | 7:11,93 | srebro |
| 3.      | 4   | Christina Jazidzidu Aleksandra Tsiawu | Grecja          | 7:12,09 | brąz   |
| 4.      | 3   | Anne Lolk Thomsen Juliane Rasmussen   | Dania           | 7:15,53 |        |
| 5.      | 2   | Hannah Every-Hall Bronwen Watson      | Australia       | 7:20,68 |        |
| 6.      | 1   | Lena Müller Anja Noske                | Niemcy          | 7:22,18 |        |